# Graffignano
Graffignano là một đô thị ở tỉnh Viterbo trong vùng Latium của Ý, có cự ly khoảng 80 km về phía tây bắc của Roma và khoảng 20 km về phía đông bắc của Viterbo. Tại thời điểm ngày 31 tháng 12 năm 2004, đô thị này có dân số 2.273 người và diện tích là 29,1 km².
Đô thịGraffignano có các frazioni (đơn vị trực thuộc, chủ yếu là các làng) Sipicciano, Tardanivà Pisciarello.
Graffignano giáp các đô thị: Alviano, Attigliano, Bomarzo, Civitella d'Agliano, Lugnano in Teverina, Viterbo.